# Ванга (Болцано)
Ванга је насеље у Италији у округу Болцано, региону Трентино-Јужни Тирол.
Према процени из 2011. у насељу је живело 234 становника. Насеље се налази на надморској висини од 1071 м.